# Руперт Мердок
Кіт Ру́перт Ме́рдок (англ. Keith Rupert Murdoch; *11 березня 1931) — міжнародний медіамагнат шотландсько-ірландсько-англійського походження, президент «News Corporation» (укр. Новинна корпорація). Американський підприємець, творець і голова медіагіганта «Ньюз Корпоре́йшн», його генеральний директор (з 1979 р.) і голова ради директорів (з 1991 р.). Під контролем Мердока знаходяться ЗМІ, кінокомпанії та книжкові видавництва в США, Великій Британії, Австралії та інших країнах.

## Життєпис
Кіт Руперт Мердок народився 11 березня 1931 у Мельбурні, Австралія. Його батько Кіт Мердок був австралійським журналістом і видавцем, в 1933 отримав британське лицарське звання. Руперт поступив в Оксфордський університет. У студентські роки підтримував Лейбористську партію. В Оксфорді здобув магістерський ступінь.
Коли в 1952 р. Мердок-старший помер, Руперт повернувся до Австралії. Там він успадкував збиткову провінційну газету «Аделаїд Ньюз» (The Adelaide News — Новини Аделаїди) і рішуче взявся за її розвиток. Незабаром Мердок почав скуповувати невеликі видання в інших містах. Через кілька років він придбав велику популярну газету «Сідніз Дейлі Мейл» (Sydney's Daily Mail — Щоденна пошта Сіднея). Новий власник реформував газету в манері, яка згодом стала його «візитною карткою». Газета перетворилася на суміш кримінальної хроніки і публікацій еротичного характеру, що знайшло негайний відгук у масового читача.

## Діяльність
В 1964 р. Мердок заснував першу загальнонаціональну газету Австралії — «Острелієн» (The Australian — Австралієць). Бізнес Мердока вийшов на загальний австралійський рівень, в його розпорядженні опинилися газети, журнали та телевізійні канали. У 1968 р. була зроблена перша значна покупка за кордоном: Мердок придбав лондонську газету «Ньюз оф зе Ворлд» (News of the World — Новини світу). До середини 1970-х років мердоківські ЗМІ перетворилися на вирішальну силу на австралійському ринку і стали провідником політичної агітації, напрямок якої з часом суттєво мінявся. І в Австралії й згодом в інших країнах ЗМІ Мердока переключалися від підтримки лейбористів до лібералів і консерваторів.
Компанії Мердока були консолідовані в засновану ним корпорацію «Ньюз Корпорейшн», названу на честь його першої газети. З 1979 року Мердок незмінно був генеральним директором корпорації й входив в раду її директорів, а пізніше, в 1991 році, також став головою ради директорів.
Зарубіжна експансія продовжувалася, в 1970-х роках Мердоком були придбані в США газета «Нью-Йорк Пост» (The New York Post) і журнал «Нью-Йорк Мегезін» (New York Magazine) (засновник журналу Клей Фелкер на знак протесту залишив посаду головного редактора). У Великій Британії під контролем Мердока опинилися газети «Сан» (The Sun — Сонце), «Таймз» (The Times — Часи) і «Санді Таймз» (The Sunday Times — Недільні часи). Магнат проводив жорстку політику в наймі персоналу й не бажав йти на поступки профспілкам. У 1980-х роках у Великій Британії після модернізації друкарського процесу він звільнив декілька тисяч працівників і в результаті перетворився на ненависну для британських лівих фігуру.
У 1980-х роках Мердок вирішив вийти на американський ринок телебачення. Оскільки американські закони забороняли іноземцям володіти місцевими телеканалами, в 1985 р. підприємець натуралізувався в США. Після цього він придбав компанію «Метромідіа» (Metromedia), яка склала основу його телевізійної мережі «Фокс Бродкастінг» (Fox Broadcasting). Пізніше, в 1996 р., почав роботу канал «Фокс Ньюз» (Fox News), висвітлюючи новини з неоконсервативних позицій.
ЗМІ Мердока стали грати все більшу роль в політиці. У Великій Британії вони активно підтримували консервативних прем'єр-міністрів Маргарет Тетчер і Джона Мейджора, а потім «нового лейбориста» Тоні Блера. У США з часів президента Рональда Рейгана вони переважно агітували за республіканців. На думку критиків, політична заангажованість видань і телеканалів Мердока не була обумовлена його особистими переконаннями й мотивувалася тільки інтересами його гри на тій або іншій національній сцені. Так, після поразки республіканців на проміжних виборах 2006 р. в США значно збільшився потік дотацій «Ньюз Корпорейшн» на потреби Демократичної партії.
У 2002 р. Мердок активно виступив за початок планованої США війни в Іраку. Згодом за війну ратували підконтрольні магнатові ЗМІ по всьому світу. З глобальним розширенням «Ньюз Корпорейшн» у розпорядження Мердока потрапили телеканали, кінокомпанії, книжкові видавництва, мережі кабельного і супутникового телебачення, журнали і газети в США, Австралії, Європі, Латинській Америці, Азії і Тихоокеанському регіоні. Поміж найвідоміших брендів, належних Мердоку, опинилися «Тве́нтіз Се́нчурі Фокс» (20th Century Fox), «Фокс Телевіжн» (Fox Television), «Гарпер Коллінз Паблішерз» (Harper Collins Publishers), «Май Спейс Дот Ком» (MySpace.com) та інші.
Багато критиків стверджували, що комерційний успіх Мердока був досягнутий коштом деградації ЗМІ, заміни якісних джерел інформації на дешеві вульгарні продукти масового споживання. Крім того, в кінці 1990-х рр. британські видання звернули увагу громадськості на те, що, попри свої мільярдні прибутки, «Ньюз Корпорейшн» виплачувала близький до нуля мінімум корпоративних податків. Це стало можливим завдяки складній міжнародній структурі медіа-імперії Мердока і активному використанню офшорних зон.
До 2007 р. особистий статок Мердока досяг 9 млрд доларів США. Із цим показником він зайняв 73-тє місце в традиційному рейтингу найбагатших людей планети, складеному журналом «Форбс» (Forbes). Навесні 2007 року магнат в черговий раз голосно заявив про себе: його корпорація намірилася придбати компанію «Доу Джонс» (Dow Jones), видавця провідної ділової газети «Уолл-стріт Джорнел» (The Wall Street Journal). Операцію вдалося укласти в кінці липня.
Руперт має вплив на Дональда Трампа, як стверджує New-York Times, Дональд Трамп і медіамагнат Руперт Мердок «щотижня спілкуються телефоном», Руперт закликає Трампа зосередитись на економіці.

## Сім'я

#### Патрісія Букер
У 1956 році Мердок одружився з Патрісією Букер, продавчинею та стюардесою з Мельбурна; у 1958 році у них народилася дочка Пруденс. Вони розлучилися в 1967 році.

#### Анна Торв
У 1967 році Мердок одружився з Анною Торв шотландського походження, журналісткою в його сіднейській газеті The Daily Mirror. У січні 1998 року, за три місяці до оголошення про їхнє розлучення, Мердок отримав звання Лицаря-командора Ордена Святого Григорія Великого (KSG) – папської нагороди, яку йому вручив Папа Іван Павло II. Хоча Мердок часто відвідував месу разом із Торв, він не перейшов у католицизм. У Мердока та Торв троє дітей: Елізабет Мердок (нар. 22 серпня 1968 в Сіднеї, Австралія), Лаклан Мердок (8 вересня 1971 в Лондоні, Велика Британія) та Джеймс Мердок (13 грудня 1972 в Лондоні). Компанії Мердока опублікували два романи його дружини: Сімейний бізнес (1988) та Досягнення згоди (1991). Вони розлучилися у червні 1999 року. Анна Мердок отримала відступні у розмірі 1,2 мільярда доларів США .

#### Венді Денг

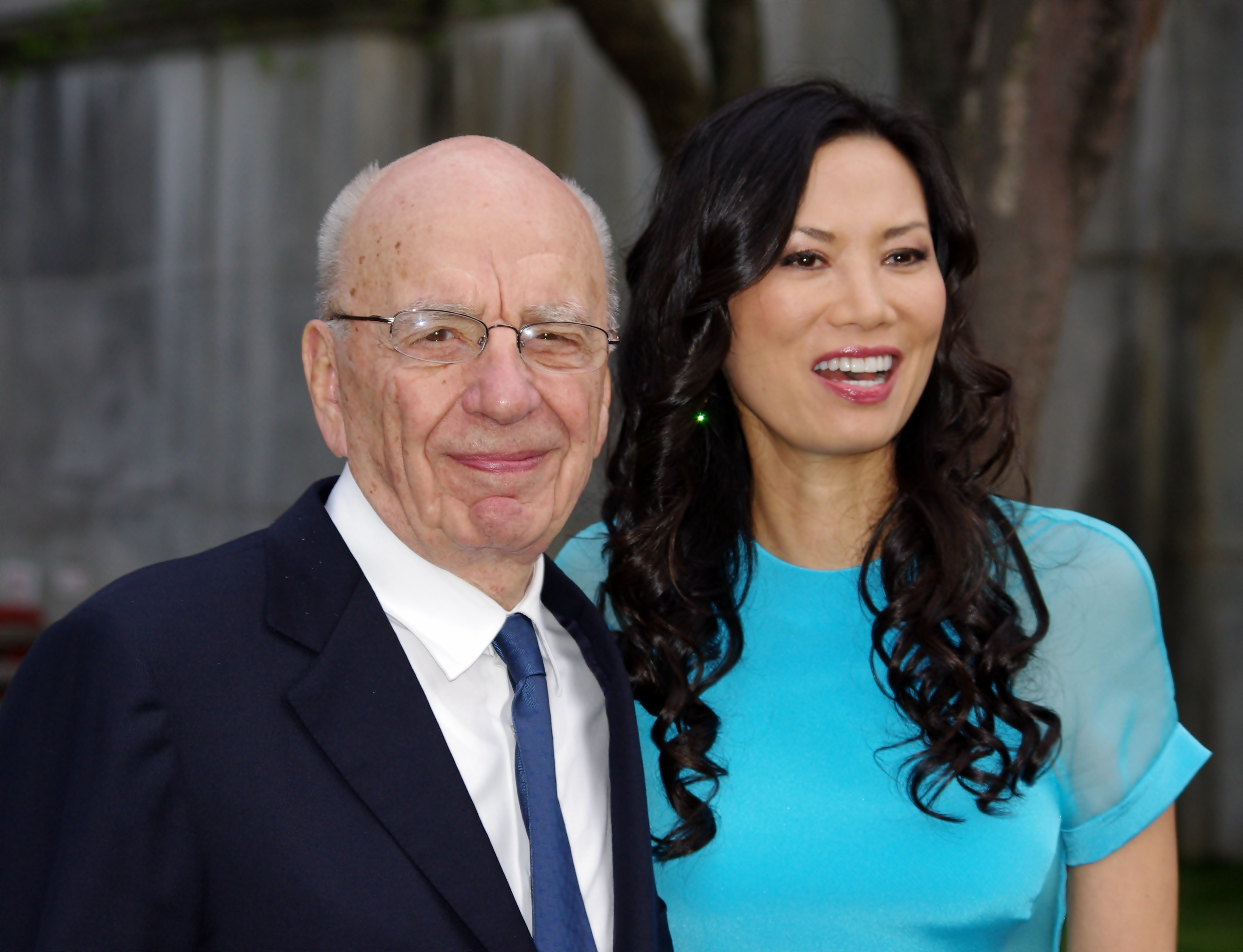
Руперт Мердок зі своєю третьою дружиною Венді Денґ (2011)

25 червня 1999 року, через 17 днів після розлучення зі  другою дружиною, 68-річний Мердок одружився з 30-річною китаянкою Венді Денг, яка закінчила Єльську школу менеджменту та була новопризначеною віцепрезиденткою його компанії STAR TV. У них народилося дві дочки: Грейс (2001 року) та Хлоя (2003 року). Наприкінці їхнього шлюбу чутки про зв'язок Венді Денг з китайською розвідкою створили проблеми у їхніх стосунках. 13 червня 2013 року представник News Corporation підтвердив, що Мердок подав на розлучення з Денг у Нью-Йорку. За словами речника, шлюб був зруйнований більш ніж за пів року до цього. Мердок також припинив свою дружбу з Тоні Блером після підозр, що той мав роман з Денг.

#### Джеррі Голл
11 січня 2016 року Мердок оголосив про свої заручини з колишньою американською моделлю Джеррі Голл у повідомленні в газеті The Times. 4 березня 2016 року, за тиждень до його 85-річчя, Мердок і 59-річна Голл одружилися в Лондоні, у церкві Святої Бріди на Фліт-стріт, а прийом відбувся в Спенсер-гаусі. У червні 2022 року The New York Times повідомила, що Мердок і Голл збираються розлучитися, посилаючись на два анонімні джерела. Голл подала на розлучення 1 липня 2022 року, вказуючи на непримиренні розбіжності; розлучення було завершене в серпні 2022 року.

#### Олена Жукова
Під час святкування Дня Святого Патрика у 2023 році Мердок, зробив пропозицію Енн Леслі Сміт. Заручена пара вперше зустрілася на заході у вересні 2022 року. У квітні 2023 року, за два тижні після заручин, Мердок раптово скасував заручини через релігійні переконання Сміт та її захоплення ведучим Fox News Такером Карлсоном. Через три тижні Карлсона звільнили з Fox News.
У березні 2024 року Мердок заручився із росіянкою Оленою Жуковою, молекулярною біологинею на пенсії. Їхнє весілля відбулося у червні 2024 року на маєтку Мердока в Каліфорнії. Він має пасербицю, Дашу Жукову, ексдружину Романа Абрамовича.

### Діти і онуки
Мердок має шістьох дітей і є дідусем тринадцяти онуків.